# Judô nos Jogos Olímpicos de Verão de 2016 - Até 57 kg feminino
A competição até 57 kg feminino do judô nos Jogos Olímpicos de Verão de 2016 foi disputada em 8 de agosto na Arena Carioca 2.

## Calendário
| Data                       | Horário | Rodada          |
| -------------------------- | ------- | --------------- |
| Segunda-feira, 8 de agosto | 10h07   | Classificatória |
| Segunda-feira, 8 de agosto | 15h58   | Fase final      |

## Medalhistas
| Ouro   | BRA Rafaela Silva                      |
| Prata  | MGL Dorjsürengiin Sumiyaa              |
| Bronze | POR Telma Monteiro JPN Kaori Matsumoto |

## Resultados
Os resultados das competições foram estes:

### Finais
|  | Semifinais                | Semifinais                | Semifinais        |                   |                           | Final                     | Final | Final |  |
|  |                           |                           |                   |                   |                           |                           |       |       |  |
|  | MGL Dorjsürengiin Sumiyaa | MGL Dorjsürengiin Sumiyaa | 100               |                   |                           |                           |       |       |  |
|  | MGL Dorjsürengiin Sumiyaa | MGL Dorjsürengiin Sumiyaa | 100               |                   |                           |                           |       |       |  |
|  | JPN Kaori Matsumoto       | JPN Kaori Matsumoto       | 000               |                   |                           |                           |       |       |  |
|  | JPN Kaori Matsumoto       | JPN Kaori Matsumoto       | 000               |                   | MGL Dorjsürengiin Sumiyaa | MGL Dorjsürengiin Sumiyaa | 000S1 |       |  |
|  |                           |                           |                   |                   | MGL Dorjsürengiin Sumiyaa | MGL Dorjsürengiin Sumiyaa | 000S1 |       |  |
|  |                           |                           | BRA Rafaela Silva | BRA Rafaela Silva | 010S2                     |                           |       |       |  |
|  | BRA Rafaela Silva         | BRA Rafaela Silva         | BRA Rafaela Silva | BRA Rafaela Silva | 010S2                     | 010S1                     |       |       |  |
|  | BRA Rafaela Silva         | BRA Rafaela Silva         |                   |                   |                           |                           |       |       |  |
|  | ROU Corina Căprioriu      | ROU Corina Căprioriu      | 000S1             |                   |                           |                           |       |       |  |

### Repescagem
|  | Repescagem         | Repescagem         | Repescagem |  |  | Disputa do bronze    | Disputa do bronze    | Disputa do bronze |
|  |                    |                    |            |  |  |                      |                      |                   |
|  | POR Telma Monteiro | POR Telma Monteiro | 100S1      |  |  |                      |                      |                   |
|  | FRA Automne Pavia  | FRA Automne Pavia  | 000        |  |  | POR Telma Monteiro   | POR Telma Monteiro   | 001S3             |
|  |                    |                    |            |  |  | ROU Corina Căprioriu | ROU Corina Căprioriu | 000S2             |
|  |                    |                    |            |  |  |                      |                      |                   |
|  |                    |                    |            |  |  |                      |                      |                   |
|  |                    |                    |            |  |  |                      |                      |                   |
|  |                    |                    |            |  |  |                      |                      |                   |

|  | Repescagem         | Repescagem         | Repescagem |  |  | Disputa do bronze   | Disputa do bronze   | Disputa do bronze |
|  |                    |                    |            |  |  |                     |                     |                   |
|  | HUN Hedvig Karakas | HUN Hedvig Karakas | 000S1      |  |  |                     |                     |                   |
|  | TPE Lien Chen-ling | TPE Lien Chen-ling | 001S2      |  |  | TPE Lien Chen-ling  | TPE Lien Chen-ling  | 000               |
|  |                    |                    |            |  |  | JPN Kaori Matsumoto | JPN Kaori Matsumoto | 001S1             |
|  |                    |                    |            |  |  |                     |                     |                   |
|  |                    |                    |            |  |  |                     |                     |                   |
|  |                    |                    |            |  |  |                     |                     |                   |
|  |                    |                    |            |  |  |                     |                     |                   |

### Classificatórias

#### Seção A
|  | Primeira fase         | Primeira fase         | Primeira fase |  |  | Oitavas de final          | Oitavas de final          | Oitavas de final   |       |                           | Quartas de final          | Quartas de final | Quartas de final |
|  |                       |                       |               |  |  |                           |                           |                    |       |                           |                           |                  |                  |
|  |                       |                       |               |  |  |                           |                           |                    |       |                           |                           |                  |                  |
|  |                       |                       |               |  |  | MGL Dorjsürengiin Sumiyaa | MGL Dorjsürengiin Sumiyaa | 000                |       |                           |                           |                  |                  |
|  | NED Sanne Verhagen    | NED Sanne Verhagen    | 100           |  |  | NED Sanne Verhagen        | NED Sanne Verhagen        | 000S1              |       |                           |                           |                  |                  |
|  | SEN Hortense Diédhiou | SEN Hortense Diédhiou | 000           |  |  |                           |                           |                    |       | MGL Dorjsürengiin Sumiyaa | MGL Dorjsürengiin Sumiyaa | 000S1            |                  |
|  |                       |                       |               |  |  |                           | POR Telma Monteiro        | POR Telma Monteiro | 000S2 |                           |                           |                  |                  |
|  |                       |                       |               |  |  | POR Telma Monteiro        | POR Telma Monteiro        | 002S2              |       |                           |                           |                  |                  |
|  | NZL Darcina Manuel    | NZL Darcina Manuel    | 001S2         |  |  | NZL Darcina Manuel        | NZL Darcina Manuel        | 000S2              |       |                           |                           |                  |                  |
|  | RUS Irina Zabludina   | RUS Irina Zabludina   | 000S1         |  |  |                           |                           |                    |       |                           |                           |                  |                  |
|  |                       |                       |               |  |  |                           |                           |                    |       |                           |                           |                  |                  |
|  |                       |                       |               |  |  |                           |                           |                    |       |                           |                           |                  |                  |

#### Seção B
|  | Primeira fase           | Primeira fase           | Primeira fase |  |  | Oitavas de final             | Oitavas de final             | Oitavas de final  |     |                     | Quartas de final    | Quartas de final | Quartas de final |
|  |                         |                         |               |  |  |                              |                              |                   |     |                     |                     |                  |                  |
|  |                         |                         |               |  |  |                              |                              |                   |     |                     |                     |                  |                  |
|  |                         |                         |               |  |  | JPN Kaori Matsumoto          | JPN Kaori Matsumoto          | 101               |     |                     |                     |                  |                  |
|  |                         |                         |               |  |  | CIV Zouleiha Abzetta Dabonne | CIV Zouleiha Abzetta Dabonne | 000               |     |                     |                     |                  |                  |
|  |                         |                         |               |  |  |                              |                              |                   |     | JPN Kaori Matsumoto | JPN Kaori Matsumoto | 010              |                  |
|  |                         |                         |               |  |  |                              | FRA Automne Pavia            | FRA Automne Pavia | 000 |                     |                     |                  |                  |
|  |                         |                         |               |  |  | FRA Automne Pavia            | FRA Automne Pavia            | 001S3             |     |                     |                     |                  |                  |
|  | GBR Nekoda Smythe-Davis | GBR Nekoda Smythe-Davis | 011S1         |  |  | GBR Nekoda Smythe-Davis      | GBR Nekoda Smythe-Davis      | 000S3             |     |                     |                     |                  |                  |
|  | AUT Sabrina Filzmoser   | AUT Sabrina Filzmoser   | 000           |  |  |                              |                              |                   |     |                     |                     |                  |                  |
|  |                         |                         |               |  |  |                              |                              |                   |     |                     |                     |                  |                  |
|  |                         |                         |               |  |  |                              |                              |                   |     |                     |                     |                  |                  |

#### Seção C
|  | Primeira fase         | Primeira fase         | Primeira fase |  |  | Oitavas de final                | Oitavas de final                | Oitavas de final   |       |                   | Quartas de final  | Quartas de final | Quartas de final |
|  |                       |                       |               |  |  |                                 |                                 |                    |       |                   |                   |                  |                  |
|  |                       |                       |               |  |  |                                 |                                 |                    |       |                   |                   |                  |                  |
|  |                       |                       |               |  |  | KOR Kim Jan-di                  | KOR Kim Jan-di                  | 000S2              |       |                   |                   |                  |                  |
|  | GER Miryam Roper      | GER Miryam Roper      | 000           |  |  | BRA Rafaela Silva               | BRA Rafaela Silva               | 010S3              |       |                   |                   |                  |                  |
|  | BRA Rafaela Silva     | BRA Rafaela Silva     | 100           |  |  |                                 |                                 |                    |       | BRA Rafaela Silva | BRA Rafaela Silva | 010S3            |                  |
|  |                       |                       |               |  |  |                                 | HUN Hedvig Karakas              | HUN Hedvig Karakas | 000S2 |                   |                   |                  |                  |
|  |                       |                       |               |  |  | CAN Catherine Beauchemin-Pinard | CAN Catherine Beauchemin-Pinard | 000S1              |       |                   |                   |                  |                  |
|  | HUN Hedvig Karakas    | HUN Hedvig Karakas    | 010S1         |  |  | HUN Hedvig Karakas              | HUN Hedvig Karakas              | 000                |       |                   |                   |                  |                  |
|  | TKM Rushana Nurjavova | TKM Rushana Nurjavova | 000           |  |  |                                 |                                 |                    |       |                   |                   |                  |                  |
|  |                       |                       |               |  |  |                                 |                                 |                    |       |                   |                   |                  |                  |
|  |                       |                       |               |  |  |                                 |                                 |                    |       |                   |                   |                  |                  |

#### Seção D
|  | Primeira fase      | Primeira fase      | Primeira fase |  |  | Oitavas de final     | Oitavas de final     | Oitavas de final     |     |                    | Quartas de final   | Quartas de final | Quartas de final |
|  |                    |                    |               |  |  |                      |                      |                      |     |                    |                    |                  |                  |
|  |                    |                    |               |  |  |                      |                      |                      |     |                    |                    |                  |                  |
|  |                    |                    |               |  |  | USA Marti Malloy     | USA Marti Malloy     | 000S2                |     |                    |                    |                  |                  |
|  | POL Arleta Podolak | POL Arleta Podolak | 000           |  |  | TPE Lien Chen-ling   | TPE Lien Chen-ling   | 000                  |     |                    |                    |                  |                  |
|  | TPE Lien Chen-ling | TPE Lien Chen-ling | 100           |  |  |                      |                      |                      |     | TPE Lien Chen-ling | TPE Lien Chen-ling | 000              |                  |
|  |                    |                    |               |  |  |                      | ROU Corina Căprioriu | ROU Corina Căprioriu | 100 |                    |                    |                  |                  |
|  |                    |                    |               |  |  | ROU Corina Căprioriu | ROU Corina Căprioriu | 002S3                |     |                    |                    |                  |                  |
|  | COL Yadinis Amarís | COL Yadinis Amarís | 000S2         |  |  | KOS Nora Gjakova     | KOS Nora Gjakova     | 000                  |     |                    |                    |                  |                  |
|  | KOS Nora Gjakova   | KOS Nora Gjakova   | 100           |  |  |                      |                      |                      |     |                    |                    |                  |                  |
|  |                    |                    |               |  |  |                      |                      |                      |     |                    |                    |                  |                  |
|  |                    |                    |               |  |  |                      |                      |                      |     |                    |                    |                  |                  |